# Shirley Fry Irvin
Shirley June Fry Irvin, ameriška tenisačica, * 30. junij 1927, Akron, Ohio, ZDA, 13. julij 2021
Shirley Fry Irvin je osvojila karierni Grand Slam v posamični konkurenci in med ženskimi dvojicami, skupno je osvojila sedemnajst turnirjev za Grand Slam. Od tega v posamični konkurenci štiri, leta 1951 Amatersko prvenstvo Francije, leta 1956 Prvenstvo Anglije in istega leta Nacionalno prvenstvo ZDA ter leta 1957 Prvenstvo Avstralije, še štirikrat se je uvrstila v finale. V konkurenci ženskih dvojic je po štirikrat osvojila Amatersko prvenstvo Francije in Nacionalno prvenstvo, trikrat Prvenstvo Anglije in enkrat Prvenstvo Avstralije, v konkurenci ženskih dvojic pa enkrat Prvenstvo Anglije. Leta 1970 je bila sprejeta v Mednarodni teniški hram slavnih.

## Finali Grand Slamov

### Posamično (8)

#### Zmage (4)
| Leto | Turnir                       | Nasprotnica v finalu | Rezultat finala |
| 1951 | Amatersko prvenstvo Francije | Doris Hart           | 6–3, 3–6, 6–3   |
| 1956 | Prvenstvo Anglije            | Angela Buxton        | 6–3, 6–1        |
| 1956 | Nacionalno prvenstvo ZDA     | Althea Gibson        | 6–3, 6–4        |
| 1957 | Prvenstvo Avstralije         | Althea Gibson        | 6–3, 6–4        |

#### Porazi (4)
| Leto | Turnir                           | Nasprotnica v finalu     | Rezultat finala |
| 1948 | Amatersko prvenstvo Francije     | Nelly Adamson Landry     | 6–2, 0–6, 6–0   |
| 1951 | Prvenstvo Anglije                | Doris Hart               | 6–1, 6–0        |
| 1951 | Nacionalno prvenstvo ZDA         | Maureen Connolly Brinker | 6–3, 1–6, 6–4   |
| 1952 | Amatersko prvenstvo Francije (2) | Doris Hart               | 6–4, 6–4        |